# Evergreen (Love Theme from A Star Is Born)
Evergreen (auch Love Theme from A Star Is Born genannt) ist der Titelsong aus dem Film A Star Is Born von 1976. Er wurde von der amerikanischen Sängerin, Songschreiberin, Schauspielerin und Regisseurin Barbra Streisand komponiert und gesungen, der Text stammt von Paul Williams, und arrangiert wurde er von Ian Freebairn-Smith. Das Lied wurde auf dem Soundtrack-Album zu A Star Is Born veröffentlicht.

## Hintergrund
Als Komponisten erhielten Streisand und Williams einen Academy Award für den besten Originalsong, Streisand war damit die erste Frau, die als Komponistin ausgezeichnet wurde. Außerdem erhielt sie einen Grammy Award für den Song des Jahres. Streisand und Williams gewannen auch den Golden Globe für den besten Originalsong.
Die Anfangszeile des Liedes, „Love, soft as a chair; Love, fresh as the morning air“, wäre beinahe nicht so entstanden. Williams schrieb zuerst die Zeile „Morgenluft“, sagte aber zu Streisand, sie solle „die ersten beiden Zeilen umdrehen, weil es sich besser singt“.
Streisand nahm auch Versionen des Liedes in Spanisch (Tema de Amor de Nace Una Estrella), Französisch (De Reve en Reverie) mit einem Text von Eddy Marnay und Italienisch (Sempreverde) mit einem Text von Luigi Albertelli auf. Die spanische Version erschien als Titel auf der 1996 erschienenen CD-Single I Finally Found Someone, einem Duett von Streisand und Bryan Adams, sowie auf der Import-CD-Version des remasterten Soundtracks von A Star is Born. (Die französische und die italienische Version sind noch nicht auf CD erschienen.)
Im Jahr 2023 setzten American Songwriter und The Guardian den Song auf Platz vier bzw. drei ihrer Listen der besten Barbra-Streisand-Songs.
Im Jahr 1997 erschien das Stück auf dem Tribute-Album Diana, Princess of Wales: Tribute.

## Chartplatzierungen
In den USA stand Streisands Single drei Wochen an der Spitze der Billboard Hot 100 und sechs Wochen an der Spitze der Easy Listening Charts. Es war Streisands zweiter Nummer-eins-Hit in den Hot 100 (nach The Way We Were von 1974) und ihr dritter in den Adult Contemporary Charts (nach The Way We Were und People von 1964). In den Billboard-Charts des Jahres 1977 wurde die mit Platin ausgezeichnete Single, von der mehr als 2 Millionen Exemplare verkauft wurden, als viertbeste Single des Jahres eingestuft. In den UK Singles Charts erreichte der Song 1977 Platz 3.

## Auszeichnungen
Bei der 49. Oscar-Verleihung gewann der Song den Oscar für den besten Originalsong und Barbra Streisand wurde die einzige Frau in der Geschichte, die sowohl den Oscar für die beste Hauptdarstellerin als auch den Oscar für den besten Originalsong gewann. Bei den 34. Golden Globe Awards gewann der Song den Golden Globe Award für den besten Originalsong. Bei den 20. jährlichen Grammy Awards war der Song in drei Kategorien nominiert und gewann in zwei Kategorien: Beste weibliche Popsängerin und Song des Jahres, zusammen mit You Light Up My Life. Das Lied wurde auch für die Auszeichnung „Album des Jahres“ nominiert.

## Coverversionen
Frank Sinatra nahm zusammen mit Nelson Riddle und seinem Orchester am 12. November 1976 eine Coverversion dieses Liedes auf, zusammen mit I Love My Wife. Sie blieb jedoch unveröffentlicht.
Der britische Sänger Hazell Dean nahm 1984 eine Dance-Version des Liedes auf und erreichte damit Platz 63 der britischen Single-Charts.
Luther Vandross nahm für sein 1994 erschienenes Album Songs ein Cover auf.
Kenny Rogers sang sein eigenes Revival für sein 1996 erschienenes Album Vote for Love.
2002 sampelte die philippinische Rap-Gruppe Salbakuta Streisands Single in ihrem Song S2pid Luv.
Der schottische Sänger Todd Gordon nahm für das von Ken Barnes produzierte Album Helping the Heroes (2012) eine Big-Band-Version mit den Royal Air Force Squadronaires auf.
Im Jahr 2021 schuf Randy Rainbow eine parodistische Version, Marjorie Taylor Greene, eine Satire auf die Kongressabgeordnete, die sich mit Verschwörungstheorien beschäftigt.
2023 erschien eine Coverversion von Lucy Thomas auf ihrem YouTube-Kanal.